# Autoritratto in un gruppo di amici
Autoritratto in un gruppo di amici è un dipinto a olio su tela (32,5×29,5 cm) del pittore italiano Francesco Hayez, realizzato nel 1824 (o 1827?) e conservato al museo Poldi Pezzoli, a Milano.
L'opera, realizzata nel 1824, è menzionata nel Prospetto delle incisioni, quadri e oggetti d'arte a un prezzo d'acquisto (1853) come «quadretto ad olio rappresentante cinque ritratti dell'Hayez», dal valore di sessanta lire. Per vedere l'opera finalmente esposta al pubblico bisognerà attendere il 1883, quando fu inserita in una monografia dell'artista: l'Autoritratto in un gruppo di amici, infatti, era destinato a una fruizione privata. Nel 1996 il dipinto trovò la sua collocazione definitiva nelle collezioni del museo Poldi Pezzoli, ove giunse in seguito alla morte di Riccardo Lampugnani (che, a sua volta, lo ottenne dal nonno Giuseppe Gargantini).
Peculiare è la scelta dell'Hayez di raffigurarsi in un autoritratto che si discosta sensibilmente dalla ritrattistica usuale dell'Ottocento. Si tratta infatti di un «ritratto di amicizia», in cui il pittore è circondato da quattro sodali e compagni: la loro identità è nota a partire dal 1983 grazie all'analisi di Fernando Mazzocca, noto critico dell'Hayez. All'estrema destra abbiamo il poeta Tommaso Grossi, affiancato dal pittore Giuseppe Molteni, col cilindro; alla destra di Hayez abbiamo il pittore vedutista Giovanni Migliara e quindi, sopra di lui, Pelagio Pelagi, l'unico a rivolgere il proprio sguardo verso l'osservatore. Grossi, Molteni, Magliara e Pelagi sono tutti esponenti della nuova stagione romantica e protagonisti assidui delle esposizioni braidensi, capeggiati tra l'altro dallo stesso Hayez. Nell'angolo in basso a sinistra, inoltre, il quadro riporta un «1827» scritto a penna: sebbene tradizionalmente sia non riconosciuta come autografa, questa data sembrerebbe pertinente in ragione dell'analisi riflettografica alla quale il dipinto è stato sottoposto. Il dibattito sulla datazione del dipinto, tuttavia, è ancora aperto.
Assai meditata è la riflessione compiuta dall'Hayez sugli archetipi classici, primo fra tutti l'Autoritratto con altri artisti eseguito da Paul Rubens nel 1602-1604: dal Rubens, in particolare, Hayez desunse il taglio ravvicinato, l'idea compositiva e la posa a tre quarti rivolta verso l'osservatore. Dal punto di vista tecnico, infine, l'Autoritratto in un gruppo di amici è caratterizzato dal contrasto tra i volti degli effigiati, meticolosamente definiti (sul volto di Hayez si intravede persino la peluria dietro la rasatura dei baffi), e il «non finito» degli altri elementi compositivi (gli abiti e il corpo sono infatti appena accennati).